# Zac Kerin
Zachary Todd Kerin (* 13. August 1991 in Columbus, Ohio) ist ein US-amerikanischer American-Football-Spieler. Er spielte zuletzt auf der Position des Guards für die Tennessee Titans in der National Football League (NFL).

## College
Kerin besuchte zwischen 2009 und 2013 die University of Toledo. Nachdem er 2009 ein Redshirt-Jahr einlegte, begann er 2010, für die Toledo Rockets zu spielen. In seiner ersten Saison war er als Ersatzspieler für alle Positionen der Offensive Line in allen zwölf Spielen der Rockets auf dem Feld, ehe er 2011 zum Starter ernannt wurde. In seiner letzten Saison spielte er hauptsächlich auf der Position des Centers.

## NFL
Nachdem Kerin im NFL Draft 2014 nicht ausgewählt wurde, verpflichteten ihn im Mai 2014 die Minnesota Vikings. Am 30. August 2014 wurde er entlassen. Einen Tag später verpflichteten die Vikings Kerin für ihren Practice Squad. Nach einem Wechsel auf die Position des Guards wurde er für die Saison 2015 in den 53-Mann-Hauptkader berufen. Am 2. September 2017 wurde er entlassen. Einen Tag später verpflichteten die Detroit Lions Kerin über die Waiver. Am 30. September 2017 wurde er auf der Injured Reserve List platziert.
Am 12. Juli 2018 verpflichteten die New York Giants Kerin. Im Rahmen der finalen Kaderverkleinerung auf 53 Spieler vor Beginn der Regular Season wurde er entlassen. Am 18. September 2018 wurde er von den Atlanta Falcons verpflichtet, um den verletzten Andy Levitre zu ersetzen. Am 23. Oktober 2018 wurde er entlassen. Am 4. Dezember 2018 verpflichteten die Washington Redskins Kerin. Bei ihnen kam er 2018 zu zwei Einsätzen, am 16. Spieltag gegen die Tennessee Titans startete er sogar. Am 19. März 2019 gaben die Redskins Kerin einen neuen Vertrag.  Im Rahmen der finalen Kaderverkleinerung vor Beginn der Regular Season 2019 wurde er entlassen.
Im ersten Draft der wiedergegründeten XFL wurde Kerin in der fünften Runde der zweiten Phase (Offensive Linemen) von den New York Guardians ausgewählt. Ende Dezember wurde er auf der Injured Reserve List platziert. Am 29. April 2020 verpflichteten die Tennessee Titans Kerin. Ende Juli 2020 wurde Kerin entlassen. Bereits Anfang August wurde er wiederverpflichtet. Im Rahmen der finalen Kaderverkleinerung vor Beginn der Saison 2020 wurde Kerin entlassen.